# 広済院・広拯院

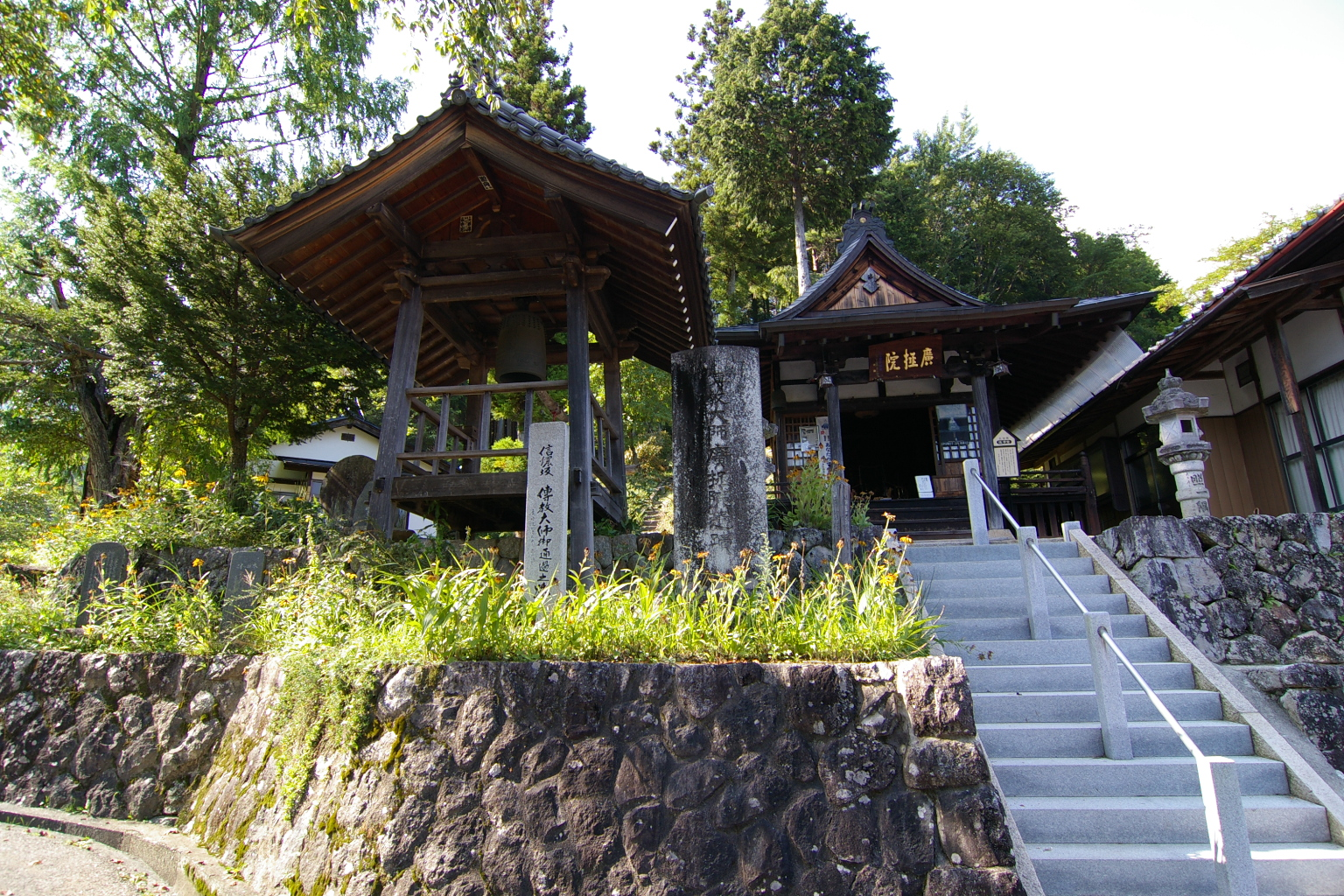
広拯院月見堂

広済院（こうさいいん）と広拯院（こうじょういん）は、平安時代初期に最澄（伝教大師）が東山道の神坂峠の東西のふもとに建てたと伝わる布施屋。
東国教化の折に恵那山の神坂峠のあまりにもの急峻さに驚かれ、旅人の便宜を図るために美濃側に広済院を、信濃側に広拯院を作ったとされる。斉衡2年(855年)の国解に「恵奈郡坂本驛は信濃國阿智驛と相去ること七十四里　雲山疊重し、路遠くして坂高し、星を戴て早く發するも夜を犯して晏く至る。一驛の程も猶數驛に倍る。驛子の負荷常に逓送に苦しみ、寒節の中には道にて死するもの衆し」とある。

## 広済院
美濃側（現在の岐阜県中津川市神坂）に作られた広済院については「作られたこと」については記述があるものの、その位置がはっきりせず、そのために神坂峠から同じ距離になる位置に比叡山延暦寺の手によって特別養護老人ホーム「広済寮」と小堂が建てられ比叡山延暦寺の飛び地となっている。
東圓寺 (中津川市)には貞享元年(1684年)に神坂峠にあった薬師堂で祀られていた薬師如来を寺に移している。伝説によれば弘仁5年(814年)、伝教大師（最澄）が彫刻したと伝わる。伝説の真偽は別として、薬師如来像は平安時代の作であり、大正14年(1925年)、当時の古社寺保存法に基づく旧国宝（文化財保護法施行後は国の重要文化財）に指定された。

## 広拯院
信濃側に作られた広拯院については長野県下伊那郡阿智村の名勝である園原の「月見堂」がその跡地であると比定されている。なお、見出しのとおりのいきさつから、広拯院（月見堂）近辺は最近「信濃比叡」として整備されている。平成17年（2005年）10月23日に信濃比叡本堂にて伽藍完成に伴う開眼法要が営まれた。千日回峰行達成の行者により、本山の延暦寺根本中堂より分灯した「不滅の法灯」を本山同様に久しく燃え続けることを祈願し、「信州比叡根本中堂」にも灯された。

## 近隣の著名な史跡・名勝
- 帚木 - 「源氏物語」にもその名がみえる大木。
- 昼神温泉 - 国鉄中津川線のボーリング調査の際に湧き出した温泉。